# Bert Konterman
Bert Konterman (Rouveen, 1971. január 14. –) Európa-bajnoki bronzérmes, holland válogatott labdarúgó.

## Pályafutása
Karrierje a helyi amatőr klubban a SC Rouveen-nél kezdődött, ezek után több holland Eredivisieben szereplő csapatban is szerepelt, a FC Zwolle , Cambuur , Willem II és a Feyenoord, majd 2000-ben Dick Advocaat a Rangers FC csapatába vitte, 4.7m £-ért.
30 méterről gólt szerzett a rivális Celtic ellen a Bajnokok Ligája elődöntőjében. Ezután még 3 évig a Rangers szolgálatában állt. 2003 nyarán aláírt a Vitesse csapatához.

## Sikerei, díjai
Rangers
- Skót bajnok (1):  2003
- Skót kupa (2):  2002, 2003